# Montmédy
Montmédy är en kommun i departementet Meuse i regionen Grand Est (tidigare regionen Lorraine) i nordöstra Frankrike. Kommunen ligger i kantonen Montmédy som tillhör arrondissementet Verdun. År 2022 hade Montmédy 2 018 invånare.

## Montmédy fästning
Montmédy befästes redan på 1200-talet och har varit utsatt för en mängd belägringar. Fästningen intogs av tyskarna 1815 och under fransk-tyska kriget 1870-71. Under första världskriget utrymdes Montmédy av fransmännen och besattes av tyskarna, som tog fästningens besättning till fånga då den försökte undkomma över Maas.

## Befolkningsutveckling
Antalet invånare i kommunen Montmédy
| Referens: INSEE |